# Valle del Andarax
El valle del Andarax es un valle geográfico español situado en la provincia de Almería en la comunidad autónoma de Andalucía, que comprende el curso medio  del río Andarax y está delimitado al sur por la sierra de Gádor y al norte por Sierra Nevada. Comprende la parte oriental de la Alpujarra Almeriense y parte del Área metropolitana de Almería. 
Su delimitación no está del todo clara y para muchas fuentes el valle engloba toda el área que atraviesa el río Andarax desde su nacimiento en el cerro de Almirez en Laujar de Andarax hasta su desembocadura en el mar Mediterráneo cerca de la ciudad de Almería.

## Geografía física

### Relieve
Las sierra que dilimitan el valle están formadas por montañas que en muchos casos superan los 2000 m s. n. m. Esto contrasta con la depresión que ha sufrido un gran efecto erosivo que ha modelado su superficie llena de barrancos y pequeños cerros cuyas altitudes oscilan entre los 100 y los 800 m s. n. m.